# Grups d'Acció Carlista
Els Grups d'Acció Carlista (GAC) fou una organització armada carlista que va aparèixer cap a 1965 a Espanya com a resposta a la repressió franquista. Va ser influïda per les lluites anticolonials dels nacionalismes tercermundistes. Es va organitzar de forma federal, desenvolupant-se especialment al País Basc, Navarra, Catalunya, País Valencià i Andalusia. De les seves publicacions la més destacada fou l'andalusa Pacto. El fenomen dels GAC va ser minoritari dintre del Partit Carlí, però molt representatiu de la radicalització de la seva joventut.
El 23 d'agost de 1970 cinc membres del GAC van posar una bomba en la impremta del periòdic de Pamplona El Pensamiento Navarro després del cessament de Javier María Pascual com a director, l'adopció d'una línia pro-franquista i l'enfrontament entre la majoria dels propietaris legals del periòdic i la Junta del Partit Carlista de Navarra.
Va mantenir relacions amb ETA però va desaparèixer després de l'adopció pel Partit Carlí d'una línia política de fronts de masses amb motiu del III Congrés del Poble Carlista en 1972. Al llarg de 1973, després de l'exili de diversos dels seus quadres a França i a Veneçuela, es va iniciar un debat en els GAC sobre la viabilitat de la continuïtat de l'activitat armada. En una assemblea celebrada a l'estiu de 1973 la major part dels delegats es van manifestar favorables a l'abandonament de les accions armades i la integració en les tasques del Partit Carlí.